# Делени (Сучава)
Делени (рум. Deleni) насеље је у Румунији у округу Сучава у општини Партештиј де Жос. Oпштина се налази на надморској висини од 425 m.

## Становништво
Према подацима из 2002. године у насељу је живело 741 становника, од којих су сви румунске националности.